# Молефе, Калифорния
Калифорния Молефе (англ. California Molefe; 12 марта 1980) — ботсванский легкоатлет, специализирующийся в беге на дистанции 400 метров. Серебряный призёр Чемпионата мира в помещении 2006 года, чемпион Всеафриканских игр 2007 года в беге на 400 метров.

## Карьера
Первым успехом для Калифорния Молефе стала бронзовая медаль на юниорском чемпионате Африки 1999 года.
Дебют на Олимпийских играх состоялся для него в Сиднее, в 2000 году, где спортсмен принял участие только в эстафете 4×400 метров, но особых результатов там не показал. В 2004 году он снова принял участие в главном старте четырехлетия: на 400 метрах он не пробился дальше первого круга, а в эстафете вместе с товарищами по команде спортсмен стал восьмым.
На Чемпионате мира 2005 года Молефе установил национальный рекорд Ботсваны, преодолев дистанцию 400 метров за 45,34 секунды.
В 2006 году на Чемпионате мира в помещении, проводимом в Москве, Калифорния завоевал серебряную медаль на своей любимой дистанции и стал первым спортсменом своей страны, выигравшим столь крупный международный турнир.
В 2007 году он стал чемпионом Всеафриканских игр.